# NGC 5640
NGC 5640 је спирална галаксија у сазвежђу Жирафа која се налази на NGC листи објеката дубоког неба.
Деклинација објекта је + 80° 7' 25" а ректасцензија 14h 20m 40,7s. Привидна величина (магнитуда) објекта NGC 5640 износи 14,7 а фотографска магнитуда 15,6. NGC 5640 је још познат и под ознакама CGCG 353-35, NPM1G +80.0106, PGC 51263.